# اوستار کاماک
اوستار کاماک (به بلغاری: Ostar kamak) یک منطقهٔ مسکونی در بلغارستان است که در استان خاسکوو واقع شده‌است.